# 7 février 2005
Le lundi 7 février 2005 est le 38e jour de l'année 2005.

## Décès
- Lazar Nikolov (Лазар Костов Николов), compositeur bulgare (né le 26 août 1922).
- Madeleine Rebérioux, historienne française (née le 8 septembre 1920).
- Paul Rebeyrolle, peintre français (né le 3 novembre 1926).
- Robert George « Bob » Turner, joueur de hockey sur glace canadien (né le 31 janvier 1934).

## Événements

### France
- C'est ce jour qu'est publié l'arrêté du 7 février 2005 fixant les règles techniques auxquelles doivent satisfaire les élevages de bovins, de volailles et/ou de gibier à plumes et de porcs soumis à autorisation au titre du livre V du code de l'environnement[1].

### États-Unis
- Espace: Le télescope spatial Hubble n’est plus dans les priorités de la NASA d’après le budget 2006 présenté au Congrès. Sans la mission de la navette spatiale prévue initialement en 2006, le télescope cessera de fonctionner en 2007 et sera ensuite détruit par projection dans l’atmosphère terrestre[2].
  - Le télescope dont l’agence spatiale avait pourtant assuré la promotion des images, a réorienté ses fonds vers les objectifs assignés par le président George W. Bush : achever la station spatiale internationale, retourner sur la Lune et préparer un voyage habité vers Mars.

### Royaume-Uni
- Un référendum est organisé, par correspondance, entre le 7 et le 21 février 2005, dans la ville d’Édimbourg (Écosse) pour décider de la mise en place d’un péage urbain dans le centre-ville[3].